# Rhaphidostegium microdontum
Rhaphidostegium microdontum là một loài rêu trong họ Sematophyllaceae. Loài này được Besch. mô tả khoa học đầu tiên năm 1880.